# Ardres
Cet article possède un paronyme, voir Andres.
Ardres (parfois appelée Ardres-en-Calaisis) est une commune française située dans le département du Pas-de-Calais en région Hauts-de-France. Ses habitants sont appelés les Ardrésiens. La commune est membre de la communauté de communes Pays d'Opale qui regroupe 23 communes et totalise 25 186 habitants en 2021.
La commune d'Ardres (nom officiel depuis 1801), traversée par le canal de Calais, est située dans le nord du département du Pas-de-Calais à 14 km, à vol d'oiseau, au sud-est de la commune de Calais. C’est une commune de type petite ville selon l'Insee, appartenant à l’unité urbaine de Saint-Omer, avec une population de 4 393 habitants au dernier recensement de 2022.
Le territoire communal est riche de quatre espaces protégés et gérés, de deux ZNIEFF et d'un site Natura 2000. Ce territoire s’inscrit dans les « paysages des coteaux calaisiens et du pays de Licques » tels qu’ils sont définis dans l’atlas de paysages.
Sur le territoire communal se trouve quatre monuments qui figurent à l'inventaire des monuments historiques : le Bastion Condette et les silos à blé dénommés Les Poires, qui sont classés, et de l'église Notre-Dame de Grâces et Saint-Omer et de l'ancienne chapelle des Carmes qui sont inscrites.

## Géographie

### Localisation
La commune est située dans le nord du Pas-de-Calais, à une douzaine de kilomètres au sud-est de Calais. Elle est principalement desservie par la D 231, la D 943 et la D 224.
Le territoire de la commune est limitrophe de ceux de huit communes.
Les communes limitrophes sont Guemps, Louches, Nielles-lès-Ardres, Nortkerque, Les Attaques, Autingues, Balinghem et Brêmes.

### Géologie et relief
La superficie de la commune est de 13,52 km2. La commune a un relief très plat, typique de la plaine de Flandre,
son altitude varie de 2  à   17 mètres.

### Hydrographie
Le territoire de la commune est situé dans le bassin Artois-Picardie.
Le territoire communal est traversé par onze cours d'eau :
- le canal de Calais, d'une longueur de 32,51 km, qui prend sa source dans la commune de Saint-Pierre-Brouck, dans le département du Nord, et se jette dans la Manche au niveau de la commune de Calais[3] ;
- le canal des Pierrettes, d'une longueur de 17,91 km, qui prend sa source dans la commune d'Ardres et se jette dans le canal de Calais au niveau de la commune de Calais[4] ;
- le canal de Marck, canal, chenal de 17,53 km, qui prend sa source dans la commune et se jette dans le canal de Calais à Saint-Omer au niveau de la commune de Calais[5] ;
- La rivière de Nielles, d'une longueur de 7,8 km, prend sa source dans la commune de Louches et se jette dans le canal de Calais au niveau de la commune[6] ;
- le Vinfil, cours d'eau naturel non navigable de 6,38 km, qui prend sa source dans la commune de Vieille-Église et se jette dans le canal de Marck au niveau de la commune[7] ;
- le watergang de la Serpentine, cours d'eau naturel non navigable de 4,27 km, qui prend sa source dans la commune et se jette dans le Traquenard au niveau de la commune d'Offekerque[8] ;
- le watergang Meerstraten, cours d'eau naturel non navigable de 3,86 km, qui prend sa source dans la commune et se jette dans le canal de Calais au niveau de la commune d'Offekerque[9] ;
- le Woohay, d'une longueur de 2,7 km[10] ;
- le watergang du Zandick, d'une longueur de 2,61 km qui prend sa source dans la commune de Nielles-lès-Ardres, se jette dans le canal des Pierrettes[11] ;
- le canal des Trois Cornets, d'une longueur de 1,88 km[12] ;

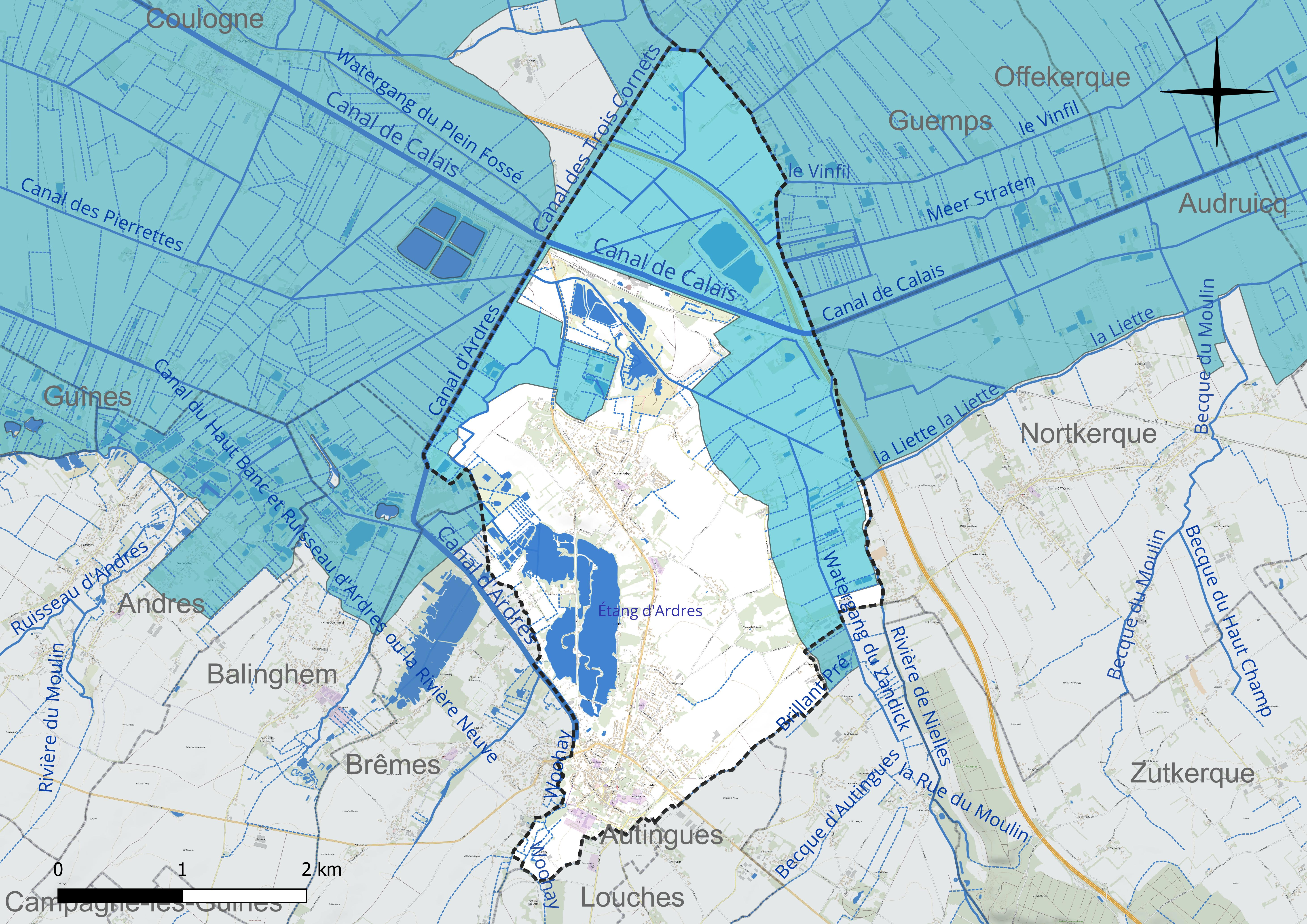
Réseau hydrographique d'Ardres.

- le Brillant Pré, d'une longueur de 1,52 km[13].

### Climat
Pour des articles plus généraux, voir Climat des Hauts-de-France et Climat du Nord-Pas-de-Calais.
En 2010, le climat de la commune est de type climat océanique altéré, selon une étude du CNRS s'appuyant sur une série de données couvrant la période 1971-2000. En 2020, Météo-France publie une typologie des climats de la France métropolitaine dans laquelle la commune est exposée à un climat océanique et est dans la région climatique Côtes de la Manche orientale, caractérisée par un faible ensoleillement (1 550 h/an) ; forte humidité de l’air (plus de 20 h/jour avec humidité relative > 80 % en hiver), vents forts fréquents.
Pour la période 1971-2000, la température annuelle moyenne est de 10,6 °C, avec une amplitude thermique annuelle de 13,2 °C. Le cumul annuel moyen de précipitations est de 829 mm, avec 11,9 jours de précipitations en janvier et 8 jours en juillet. Pour la période 1991-2020, la température moyenne annuelle observée sur la station météorologique la plus proche, située sur la commune de Licques à 8 km à vol d'oiseau, est de 10,5 °C et le cumul annuel moyen de précipitations est de 1 138,1 mm,. Pour l'avenir, les paramètres climatiques de la commune estimés pour 2050 selon différents scénarios d'émission de gaz à effet de serre sont consultables sur un site dédié publié par Météo-France en novembre 2022.

### Paysages
Pour un article plus général, voir Paysage en France.
La commune s'inscrit dans les « paysages des coteaux calaisiens et du pays de Licques » tels qu'ils sont définis dans l'atlas de paysages de la région Nord-Pas-de-Calais, conçu par la direction régionale de l'Environnement, de l'Aménagement et du Logement (DREAL),.
Ces « paysages des coteaux calaisiens et du pays de Licques » concernent 56 communes du Pas-de-Calais. Ces paysages s'étendent sur environ 30 km de long (est-ouest) et 15 km de large (nord-sud) et présentent deux sous-ensembles : les coteaux calaisiens au nord et le pays de Licques au sud. Les altitudes de ces paysages varient de 206 m dans le Pays de Licques, à 120 m dans l’ouest des coteaux Calaisiens, près de Guînes, et à 10 m dans l'est, près d'Audruicq.
Ces paysages recouvrent trois entités écopaysagères : les collines guînoises qui constituent le rebord septentrional de l'Artois, l'entité de Bredenarde qui appartient à la plaine maritime flamande, et la cuvette de Licques. Ils sont constitués de 59,70 % de cultures, de 17,30 % de forêts, de 15,11 % de prairies naturelles, permanentes, de 7,45 % d'espaces artificialisés, avec les quatre principales communes que sont Audruicq, Ardres, Guînes et Licques, de 0,27 % d'industries, et de 0,18 % de cours d'eau et plan d'eau.
Les éléments structurants de ces paysages sont la LGV Nord et l'A26, la rivière la Hem qui coule du sud vers le nord-est, les escarpements sur les coteaux du Calaisis et autour du pays de Licques et, d'ouest en est, les différents boisements comme la forêt de Guînes, le bois de l'Abbaye, la forêt de Tournehem et une partie de la forêt d'Éperlecques.

### Milieux naturels et biodiversité
La commune a signé en mars 2010 une charte d'entretien des espaces publics, avec l'Agence de l'eau Artois-Picardie.

#### Espaces protégés et gérés
La protection réglementaire est le mode d’intervention le plus fort pour préserver des espaces naturels remarquables et leur biodiversité associée.
Dans ce cadre, la commune fait partie de quatre espaces protégés : 
- Pont d'Ardres, réserve naturelle régionale (RNR), d’une superficie de 66,2845 hectares, géré par le Conservatoire d'espaces naturels du Nord et du Pas-de-Calais[24] ;
- la RNR de Pont d'Ardres, d’une superficie de 1,9685 hectare. Terrain acquis (ou assimilé) par le Conservatoire d'espaces naturels des Hauts-de-France[25] ;
- les cavités d'Ardres, d’une superficie de 0,744 hectare. Terrain géré (location, convention de gestion) par le Conservatoire d'espaces naturels des Hauts-de-France[26] ;
- le marais du pont sans pareil, d’une superficie de 10,034 hectares. Terrain géré (location, convention de gestion) par le Conservatoire d'espaces naturels des Hauts-de-France[27].

#### Zones naturelles d'intérêt écologique, faunistique et floristique
L’inventaire des zones naturelles d'intérêt écologique, faunistique et floristique (ZNIEFF) a pour objectif de réaliser une couverture des zones les plus intéressantes sur le plan écologique, essentiellement dans la perspective d’améliorer la connaissance du patrimoine naturel national et de fournir aux différents décideurs un outil d’aide à la prise en compte de l’environnement dans l’aménagement du territoire.
Le territoire communal comprend deux ZNIEFF de type 1 :
- les watergangs des Attaques et d'Andres et le lac d'Ardres. Cette ZNIEFF est marqué par la présence d’un réseau dense de fossés, mares et watergangs[28] ;
- les prairies et bois de Lostebarne-Woohay. Cette ZNIEFF, située entre les collines du pays de Licques et la plaine maritime flamande, permet la présence d’un réseau hydrographique riche et diversifié[29].

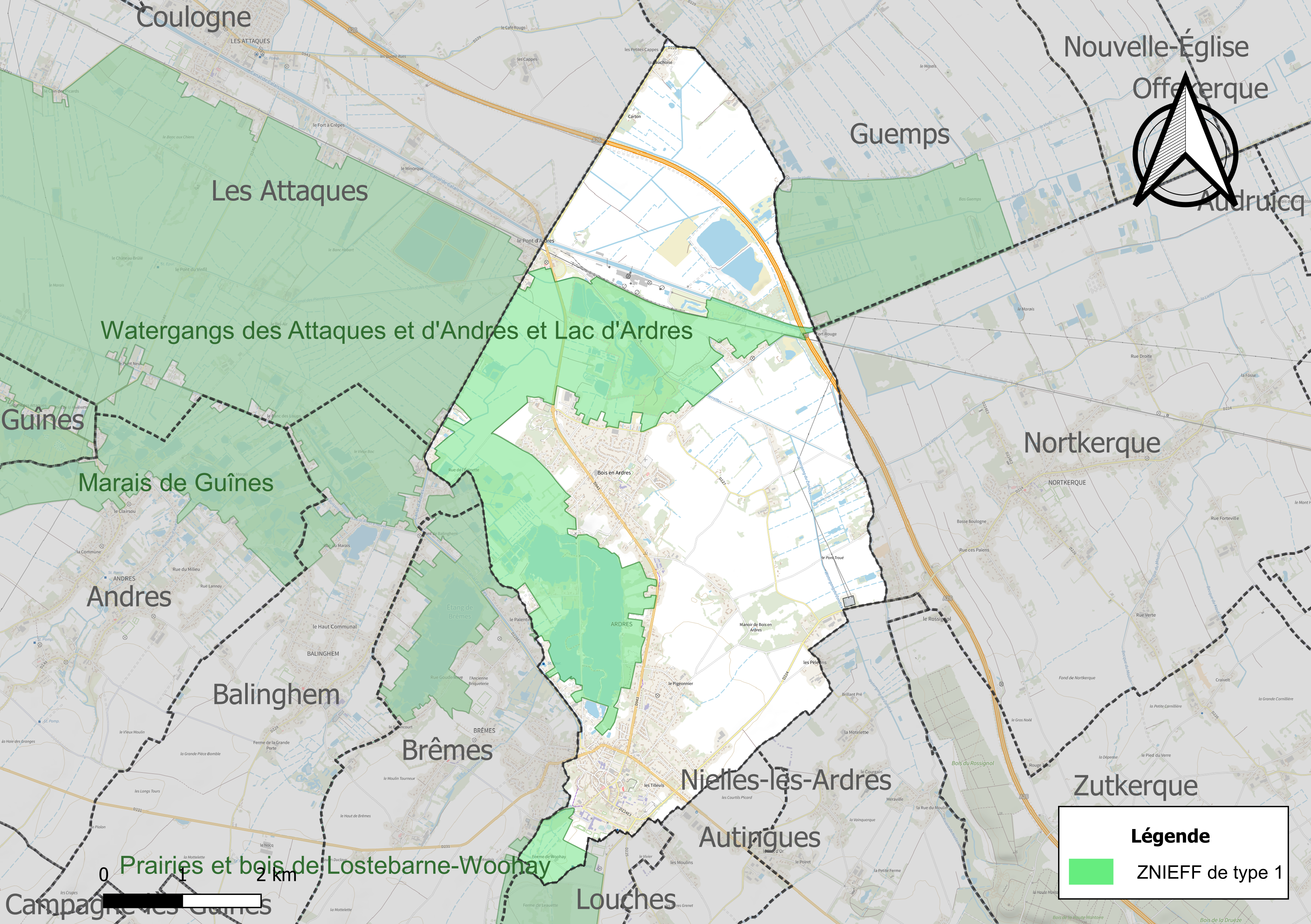
62038-Ardres-ZNIEFF1Carte des ZNIEFF sur la commune.

#### Site Natura 2000
Le réseau Natura 2000 est un réseau écologique européen de sites naturels d’intérêt écologique élaboré à partir des directives « habitats » et « oiseaux ». Ce réseau est constitué de zones spéciales de conservation (ZSC) et de zones de protection spéciale (ZPS). Dans les zones de ce réseau, les États membres s'engagent à maintenir dans un état de conservation favorable les types d'habitats et d'espèces concernés, par le biais de mesures réglementaires, administratives ou contractuelles.
Sur la commune, un site Natura 2000 de type B est défini en site d'importance communautaire (SIC) : les prairies et marais tourbeux de Guînes, d'une superficie de 139 hectares.

#### Inventaire national du patrimoine géologique
Sur le territoire communal se trouve le site des sources artésiennes et « trous sans fond » dans la région d'Ardres qui est inscrit à l'inventaire national du patrimoine géologique.

## Urbanisme

### Typologie
Au 1er janvier 2024, Ardres est catégorisée petite ville, selon la nouvelle grille communale de densité à sept niveaux définie par l'Insee en 2022.
Elle appartient à l'unité urbaine d'Ardres, une agglomération intra-départementale regroupant quatre  communes, dont elle est ville-centre,,. Par ailleurs la commune fait partie de l'aire d'attraction de Calais, dont elle est une commune de la couronne,. Cette aire, qui regroupe 45 communes, est catégorisée dans les aires de 50 000 à moins de 200 000 habitants,.

### Occupation des sols
L'occupation des sols de la commune, telle qu'elle ressort de la base de données européenne d’occupation biophysique des sols Corine Land Cover (CLC), est marquée par l'importance des territoires agricoles (71,7 % en 2018), en diminution par rapport à 1990 (76,1 %). La répartition détaillée en 2018 est la suivante : 
terres arables (54,8 %), prairies (16,9 %), zones urbanisées (13,5 %), eaux continentales (8,9 %), zones industrielles ou commerciales et réseaux de communication (3,7 %), zones humides intérieures (2,3 %). L'évolution de l’occupation des sols de la commune et de ses infrastructures peut être observée sur les différentes représentations cartographiques du territoire : la carte de Cassini (XVIIIe siècle), la carte d'état-major (1820-1866) et les cartes ou photos aériennes de l'IGN pour la période actuelle (1950 à aujourd'hui).

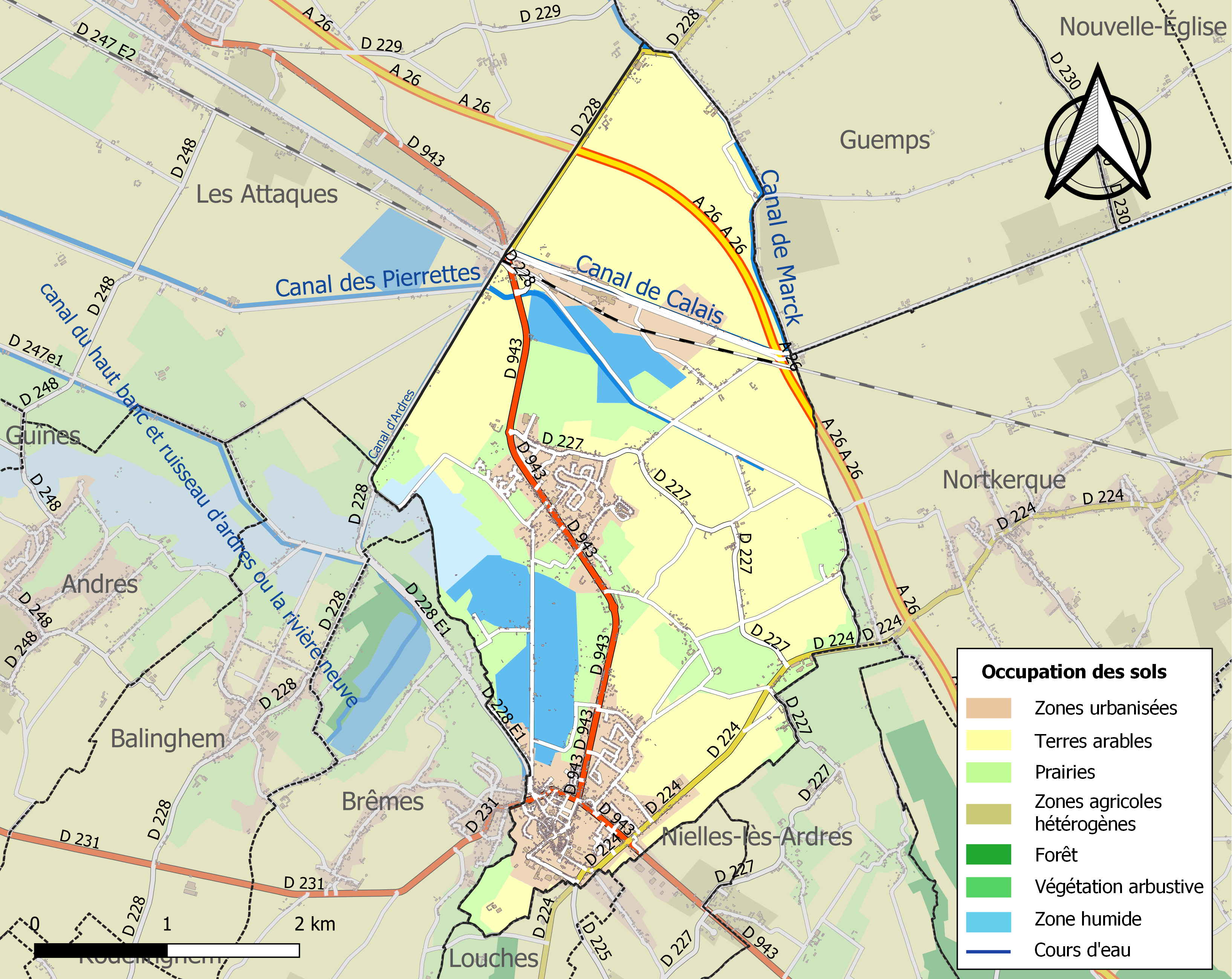
Carte des infrastructures et de l'occupation des sols de la commune en 2018 (CLC).

### Lieux-dits, hameaux et écarts
En plus du chef-lieu Ardres, la commune compte plusieurs localités : Bois-en-Ardres, La Cauchoise, Le Palentin, Les Pélerins.

### Voies de communication et transports

#### Voies de communication
La commune est a accessible par l'A16, dans le sens Paris - Calais, sortie Calais Saint-Pierre puis la RD 943 jusqu'à Ardres ou par l'A26, dans le sens Reims - Calais, sortie Ardres (no 2) puis RD 943 jusqu'à Ardres.

#### Transports

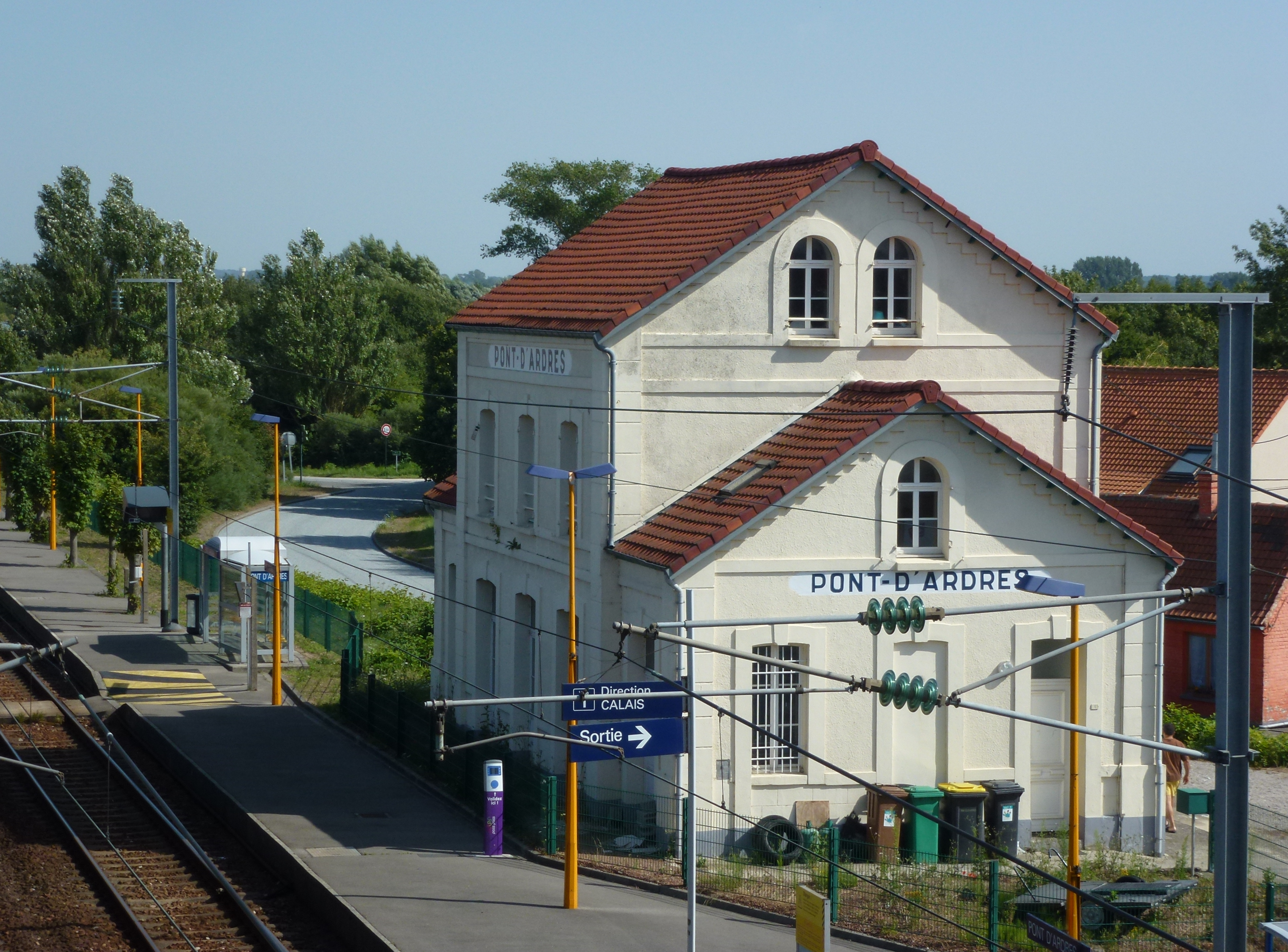
La gare.

La commune est située sur la ligne de Lille aux Fontinettes et dispose de la gare de Pont-d'Ardres qui est une halte de la Société nationale des chemins de fer français (SNCF), desservie par des trains TER Hauts-de-France.
La commune disposait, de 1899 à 1964, de la ligne de tramway d'Ardres à Pont-d'Ardres, une ancienne ligne de tramway qui circulait dans Ardres et faisait la jonction avec la gare de Pont-d'Ardres.

### Risques naturels et technologiques

#### Risque inondation
À la suite du passage des tempêtes Ciarán, Domingos et Elisa et des inondations et coulées de boue qui se sont produites, la commune est reconnue, par arrêté du 14 novembre 2023, en état de catastrophe naturelle pour inondations et coulées de boue sur la période du 2 au 12 novembre 2023, comme 179 autres communes du département.

## Toponymie
Vient du flamand aard qui signifie « champ, pâture »:
- Ardam (1070), Arda (1084), Arde (1119), Ardea (1227), Arda ou villa Ardua (XIIIe siècle), Ardre (1412), Ardea prope Calesiam (1472), Ardres (1793)[41].

En néerlandais : Aarden, en flamand : Aarde(littéralement terre ou les terres).

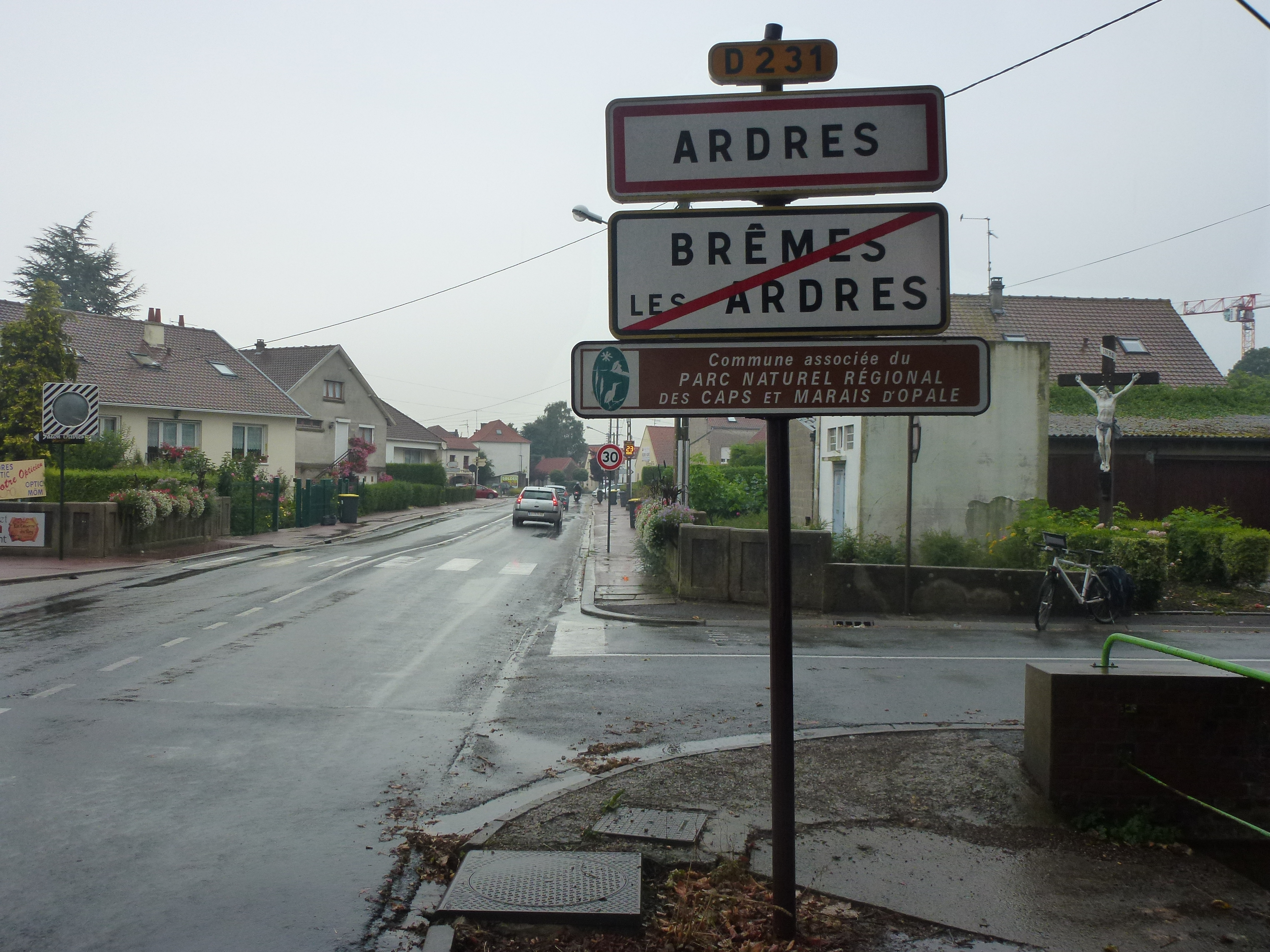
Entrée d'Ardres, côté Brêmes.
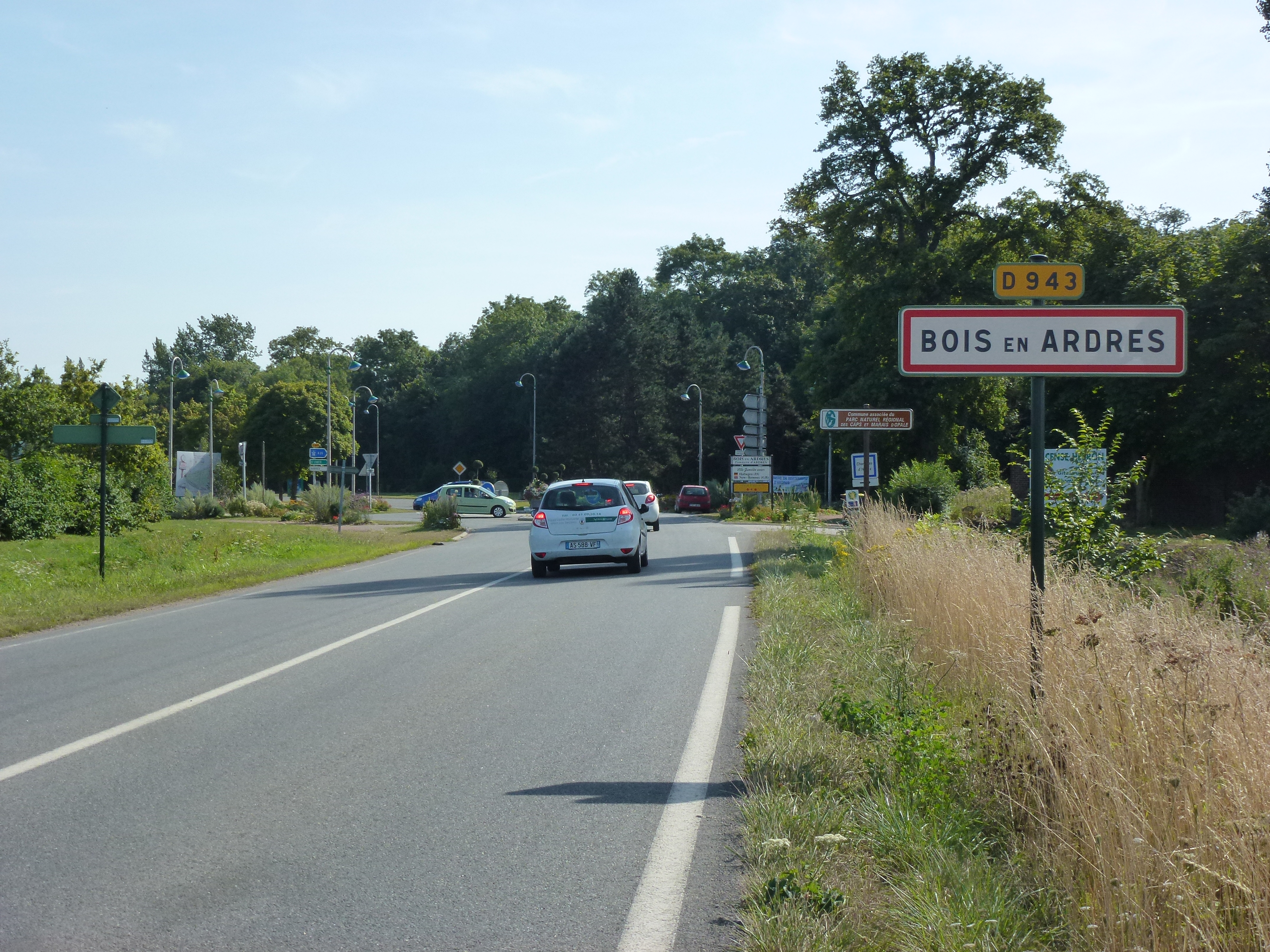
Entrée de Bois-en-Ardres.
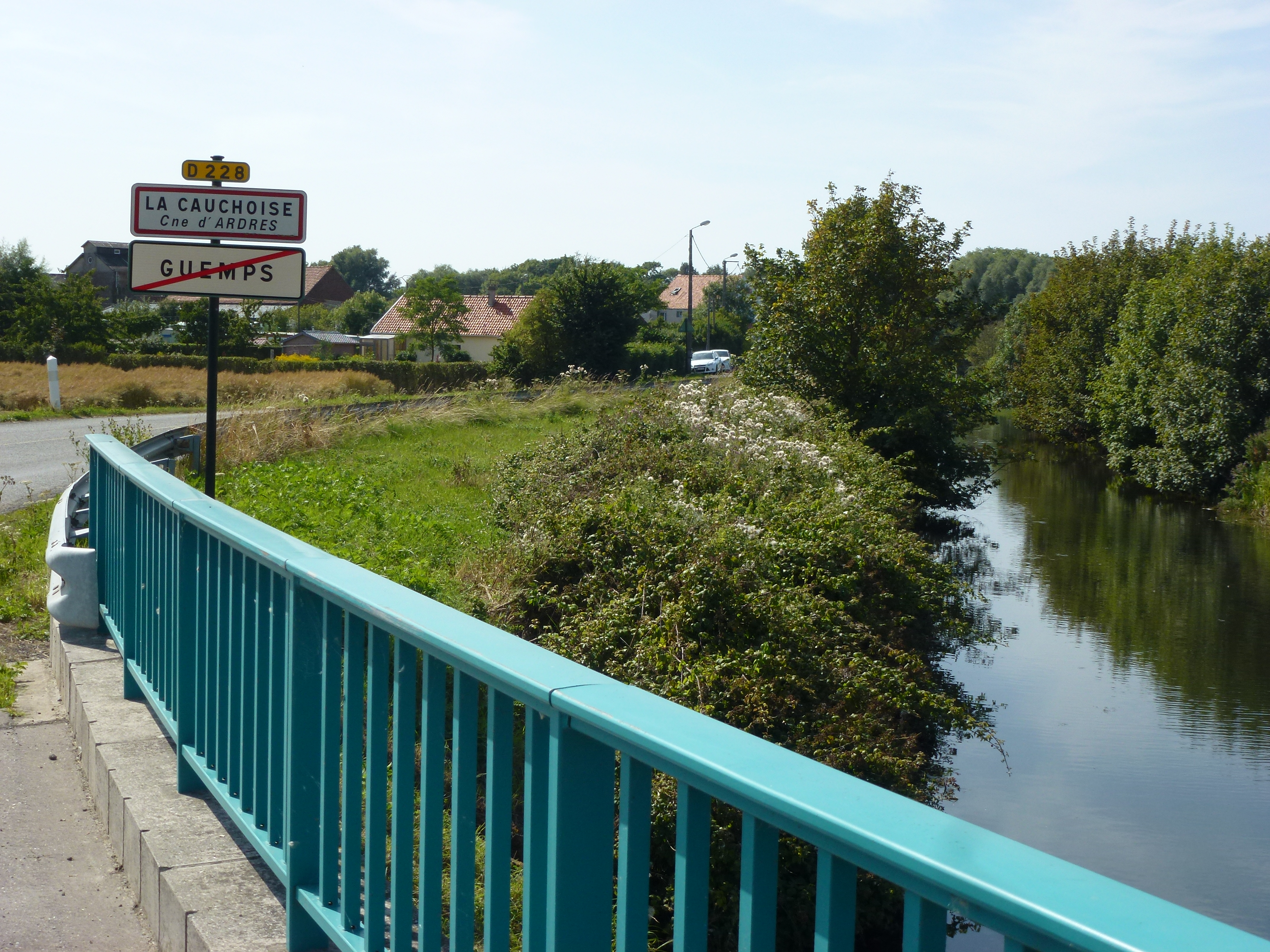
Entrée de La Cauchoise, côté Guemps.
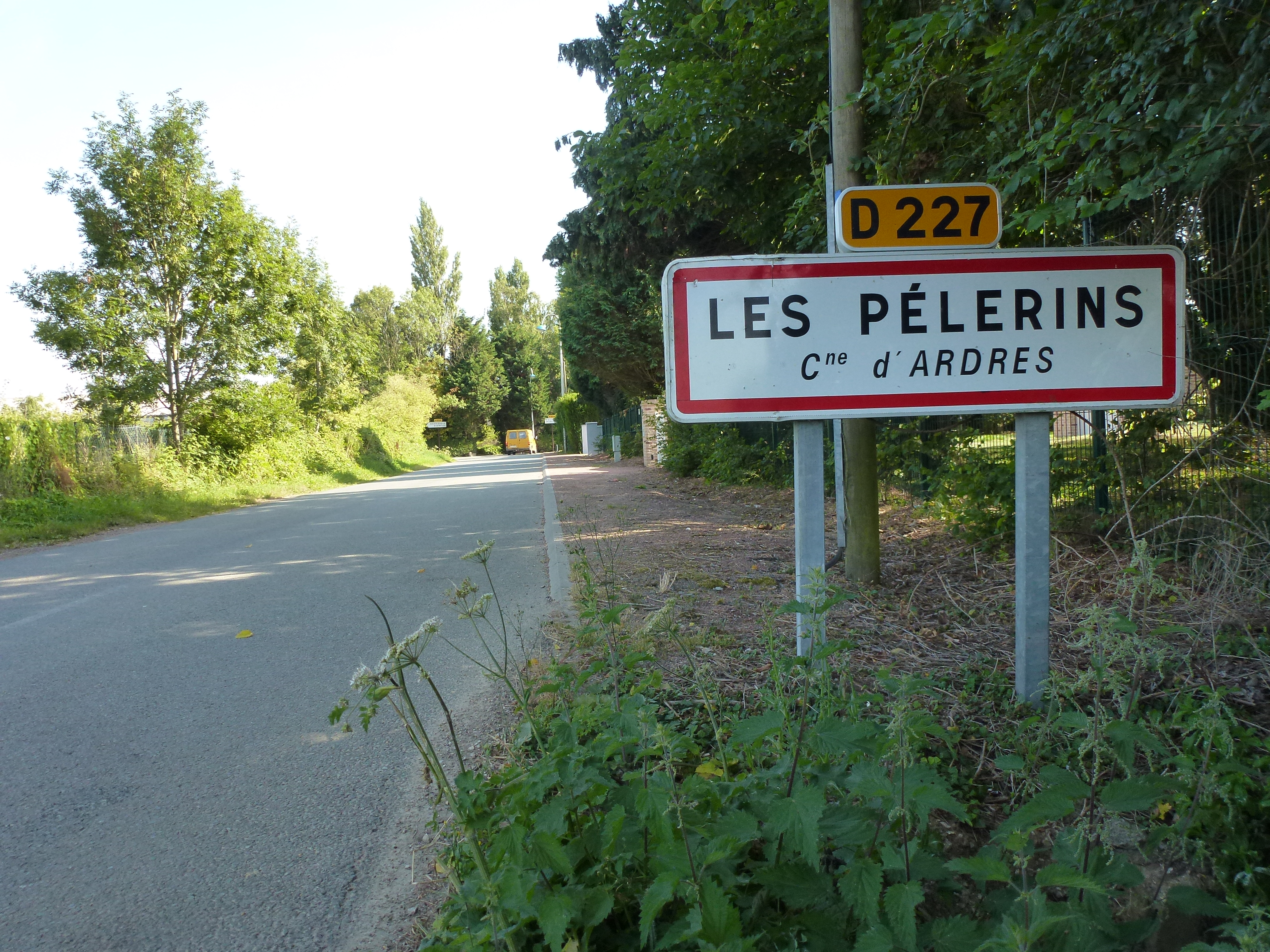
Entrée des Pélerins.
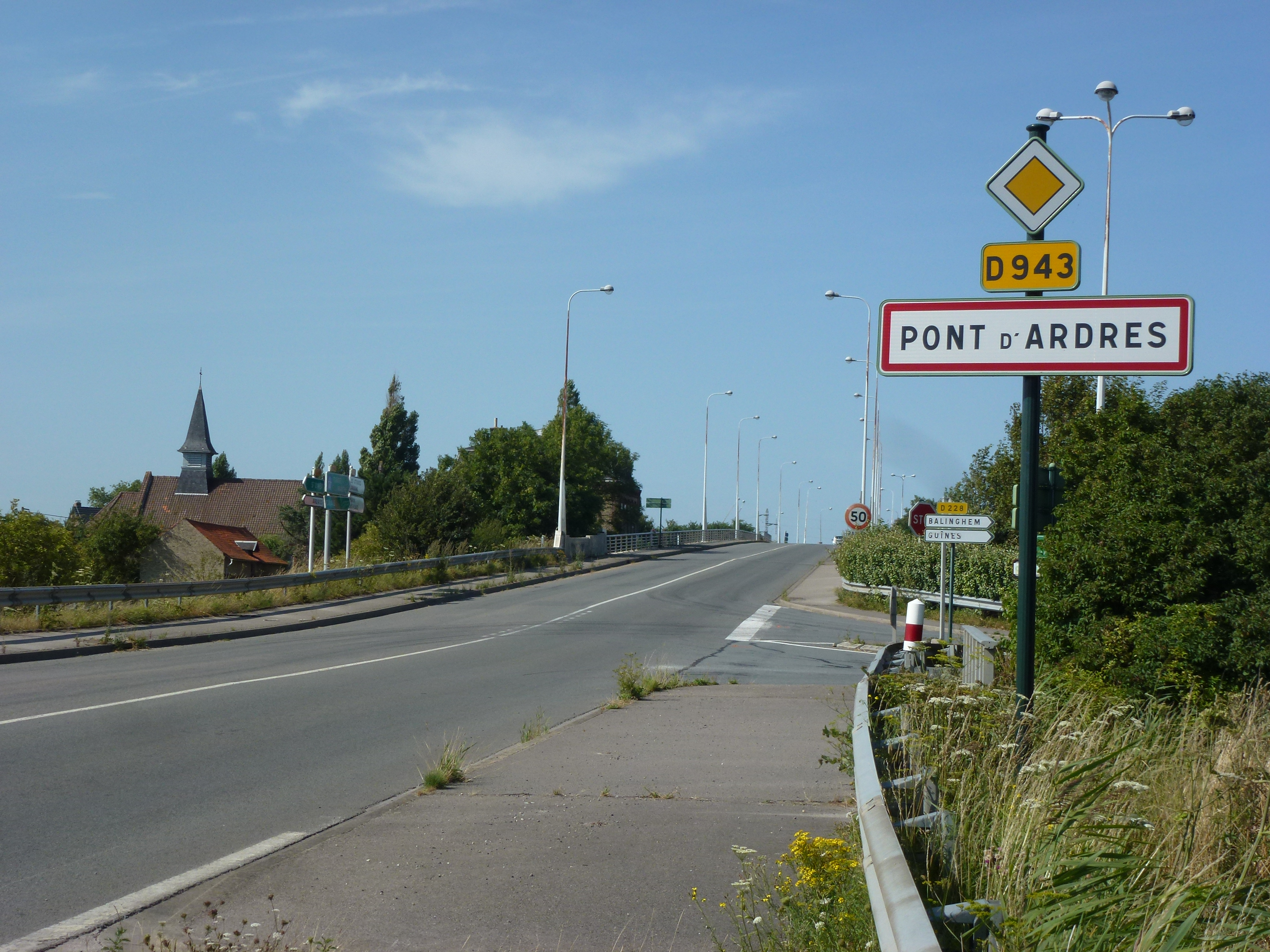
Entrée de Pont-d'Ardres.

## Histoire
À l'époque gallo-romaine, Ardres est une bourgade prospère grâce à son marché agricole.[réf. nécessaire]
Entre 1060 et 1070, Arnold, seigneur de la seigneurie de Selnessa-Ardres et vassal du comte de Guînes, élève une motte au milieu du marais sur laquelle il bâtit un donjon de bois. Il est le fils du premier seigneur de la dite seigneurie, Herred, familier du comte Eustache de Guînes, et d'Adèle, nièce de l'évêque des Morins (voir seigneurs d'Ardres).
En 1096, Arnould II d'Ardres participe à la première croisade. Son nom figure dans la cinquième salle des croisades du château de Versailles.
Au XIIIe siècle, comme d'autres cités du comté, Ardres dispose d'une administration communale relativement autonome par rapport au comte de Guînes, (commune) : en 1254, Arnould III de Guînes déclare devoir à ses échevins de Guînes, Ardres, Audervic (Audruicq), et du pays de Bredenarde la somme de 20 700 livres parisis qu'ils avaient payé pour sa rançon.
Ardres est en 1273 une des douze pairies du comté de Guînes, d'autres sources parlant des seigneurs d'Ardres en tant que barons du comte de Guînes. Baudouin, sire de la Motte d'Ardres (seigneur d'Ardres; il s'agit de Baudouin IV de Guînes, dépossédé du comté de Guînes que son père Arnould III de Guînes avait vendu au roi de France) est un des treize barons du comté.
Le prieuré d'Ardres est également cité comme constituant une des onze ou douze pairies du comté de Guînes.
En 1334, Philippe roi des français (Philippe VI de Valois) approuve l'accord conclu au sujet du procès existant entre le comte de Flandre, (Louis Ier de Flandre) et les habitants d'Ardres à propos du tonlieu de Bapaume et en remet la décision à Philippe de Haverskerque et à maître Jean Chauwyas. Ces deux arbitres vont condamner en 1336 la communauté de la ville d'Ardres à payer, conformément aux usages, le droit de péage de Bapaume.
En 1396, le roi Charles VI amène à Ardres sa fille Isabelle de France, destinée à Richard II, avant de rencontrer ce souverain le 27 octobre dans la plaine entre Ardres et Guînes, sur la frontière entre les deux royaumes, et de procéder à la remise de la princesse le 31. Le mariage a été célébré le 3 novembre à Calais (église Saint-Nicolas).
Le 13 décembre 1428, une troupe anglaise venue de Calais, cherche par une nuit noire à s'emparer d'Ardres, mais les soldats face à une population qui se défend ne peuvent qu'incendier le faubourg.
Au XVIe siècle, la ville accueille François Ier, qui y rencontre Henri VIII d'Angleterre lors de l'entrevue du Camp du Drap d'Or, qui se tient du 1er au 24 juin 1520.
Le 7 juin 1546, le traité d'Ardres clôt les guerres entre François Ier et Henri VIII d'Angleterre.
En 1596, l'archiduc Albert d'Autriche s'empare d'Ardres après un siège : la ville est rendue en 1598, à la paix de Vervins.
Le 30 décembre 1620, Louis XIII, de passage à Calais, ordonne qu'on démolisse la citadelle d'Ardres gouvernée par Jean de Monchy, seigneur de Montcavrel. Celui-ci cherche à voir le roi à Calais, mais Louis XIII refuse de lui parler et part le lendemain pour Boulogne.
Pendant la Première Guerre mondiale, Ardres est en 1918 le siège d'un commandement d'étapes, c'est-à-dire un élément de l'armée organisant le stationnement de troupes, comprenant souvent des chevaux, pendant un temps plus ou moins long, sur les communes dépendant du commandement, en arrière du front. Brêmes fait partie de ce commandement d'étapes et a donc accueilli des troupes. Ardres a également accueilli des troupes dépendant du commandement d'étapes de Guînes en 1917-1918; ainsi que du commandement d'étapes de Nouvelle-Église. En mars 1918, des troupes belges (35 officiers, 540 hommes de troupe, 11 chevaux) cantonnent sur Ardres. Le bureau du commandement d'étapes est installé à la mairie et relié au central téléphonique d'Ardres. Il agit en liaison avec le gouverneur militaire de Calais. En septembre 1917, des travailleurs sont en poste dans la sucrerie d'Ardres au titre de l'effort de guerre.

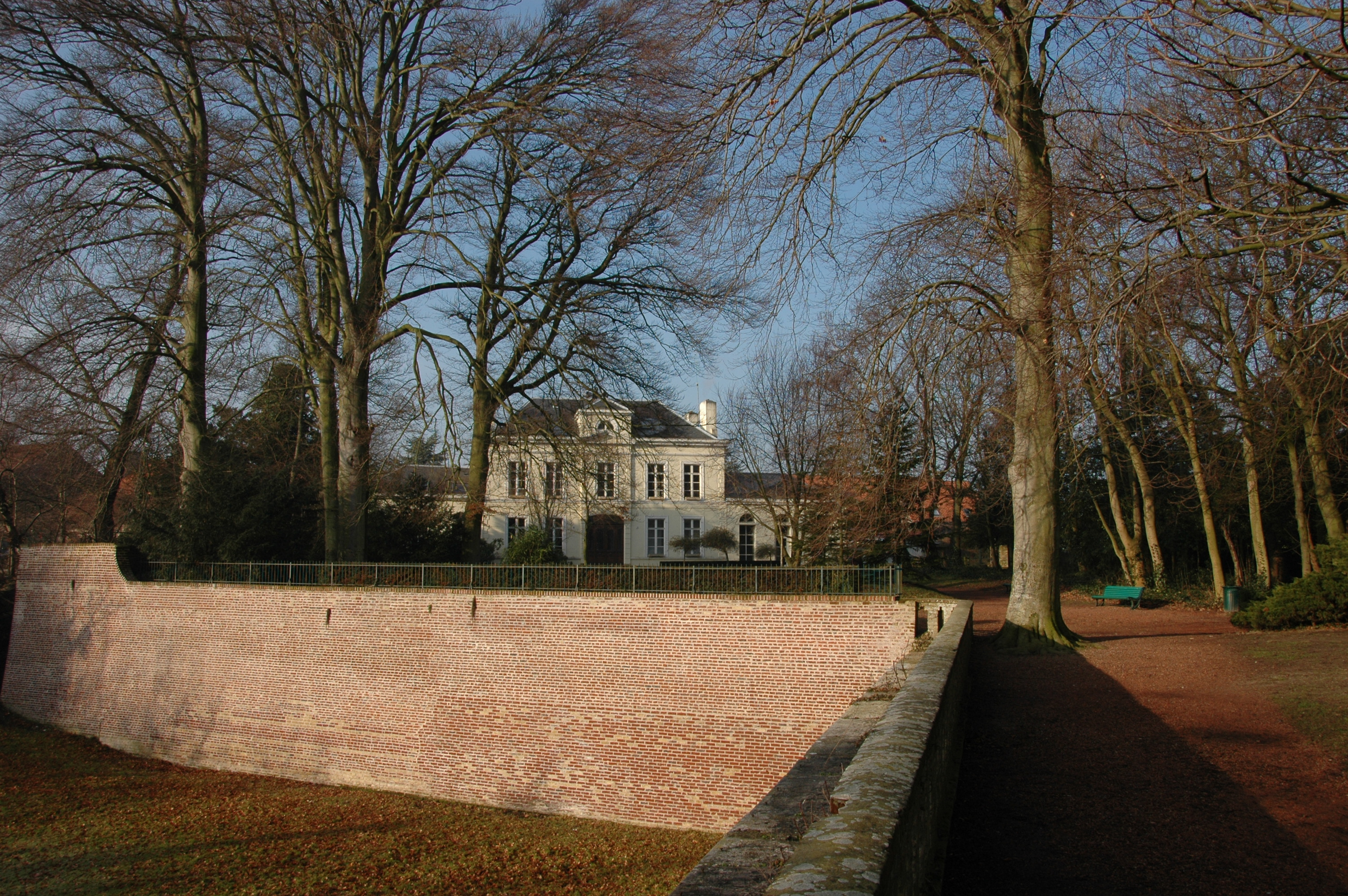
Jardin public et fortifications.

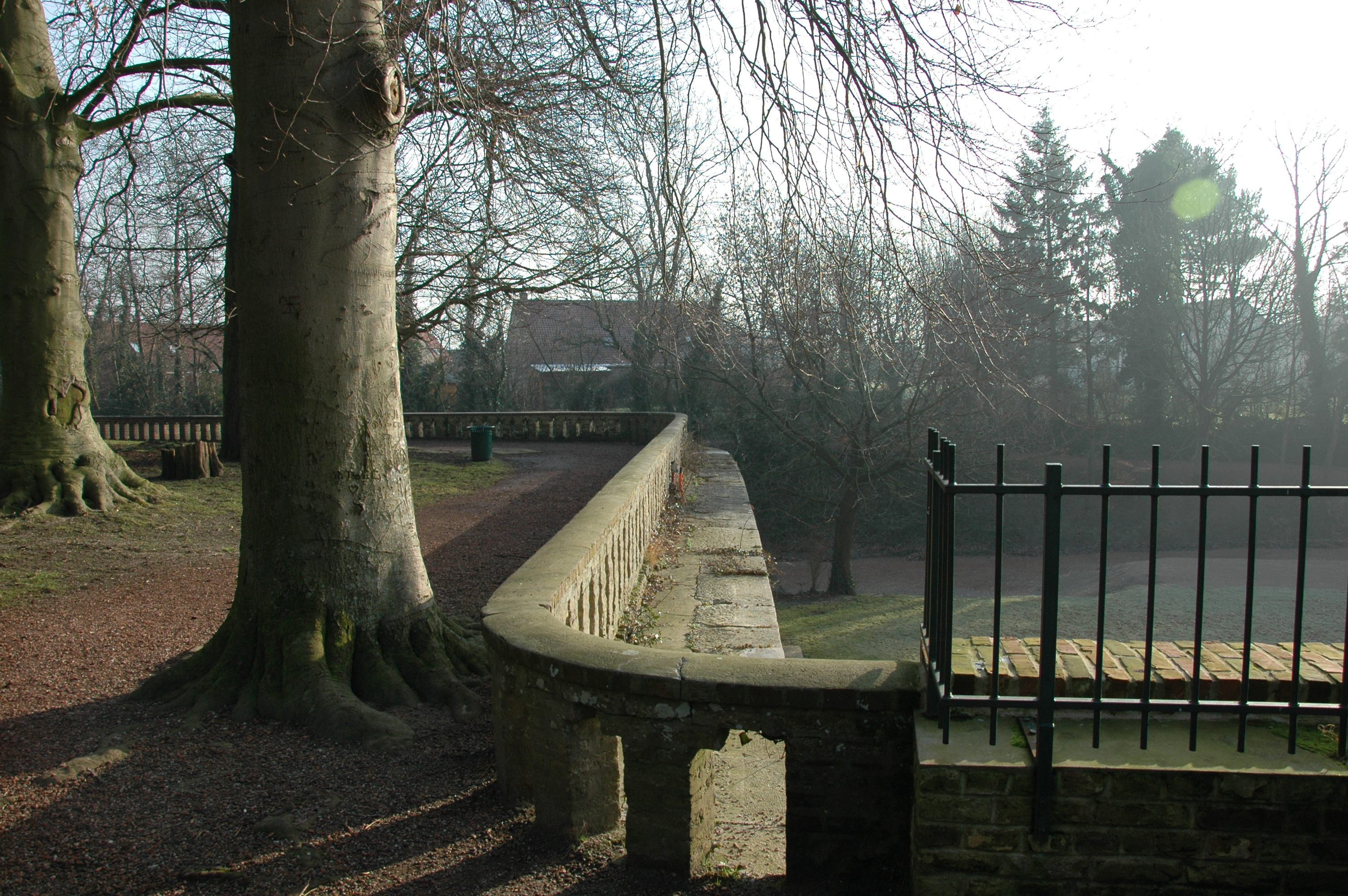
Le jardin public d'Ardres en janvier 2009.

Le 23 décembre 1940, Adolf Hitler, arrivé la veille dans son train spécial à la gare d'Audruicq, traversa la commune en voiture pour aller inspecter les troupes et l'artillerie allemande sur la côte et passa Noël avec les troupes d'occupation.
Par arrêté préfectoral du 20 décembre 2016, la commune est détachée le 1er janvier 2017 de l'arrondissement de Saint-Omer pour intégrer l'arrondissement de Calais.
Le 18 juin 2019, un arrêté reconnaissant l'état de catastrophe naturelle sécheresse a été pris, pour onze communes du Pas-de-Calais, dont Ardres, afin que puisse avoir lieu l'indemnisation par les assurances des cas de maisons ou bâtiments fissurés à la suite du retrait-gonflement des argiles.

## Politique et administration

### Découpage territorial
La commune se trouve dans l'arrondissement de Calais du département du Pas-de-Calais.

#### Commune et intercommunalités
La commune est membre de la communauté de communes Pays d'Opale.

#### Circonscriptions administratives
La commune est rattachée au canton de Calais-2.

#### Circonscriptions électorales
Pour l'élection des députés, la commune fait partie de la sixième circonscription du Pas-de-Calais.

### Élections municipales et communautaires

#### Liste des maires
| Période                                  | Période                     | Identité                                 | Étiquette                | Qualité |
| ---------------------------------------- | --------------------------- | ---------------------------------------- | ------------------------ | --- |
| ?                                        | 1914                        | Benjamin Ritiez                          |                          | |
| Les données manquantes sont à compléter. |                             |                                          |                          | |
| 1919                                     | août 1933                   | Victor de Saint-Just                     | FR                       | Ancien général de division Député du Pas-de-Calais (Saint-Omer-2) (1924 → 1933) Décédé en fonction |
| août 1933                                | 1940                        | François de Saint-Just Fils du précédent | FR                       | Député du Pas-de-Calais (1933 → 1940) |
| Les données manquantes sont à compléter. |                             |                                          |                          | |
| janvier 1964                             | après 1971                  | André Pruvot                             | SFIO                     | Chef de laboratoire |
| Les données manquantes sont à compléter. |                             |                                          |                          | |
| 1975                                     | mars 1989                   | Édouard Condette (1915-1999)             | PS                       | |
| mars 1989                                | mars 2008                   | Bernard Carpentier                       | UDF puis UMP             | Préparateur en pharmacie Conseiller général d'Ardres (1992 → 2011) Président de la CC de la région d'Ardres (2000 → 2008) |
| mars 2008                                | En cours (au 27 avril 2022) | Ludovic Loquet                           | MRC puis DVC (app. LREM) | Fonctionnaire territorial Conseiller général d'Ardres (2011 → 2015) Conseiller départemental de Calais-2 (2015 → 2020 et 2021 → ) 8e vice-président du conseil départemental (2021 → ) Président de la CC Pays d'Opale (2020 → ) Suppléant de la députée Brigitte Bourguignon (2017 → 2020) Réélu pour le mandat 2014-2020 Réélu pour le mandat 2020-2026, |

### Jumelages
La commune est jumelée avec :
| Ville | Ville        | Pays | Pays        | Période     |
| ----- | ------------ | ---- | ----------- | ----------- |
|       | Halingen (d) |      | Allemagne   | depuis 1976 |
|       | New Romney   |      | Royaume-Uni | depuis 1990 |

## Équipements et services publics

### Espaces publics
La commune est labellisée « 3 fleurs » au concours des villes et villages fleuris.

### Justice, sécurité, secours et défense
La commune dépend du tribunal judiciaire de Saint-Omer, du conseil de prud'hommes de Saint-Omer, de la cour d'appel de Douai, du tribunal de commerce de Boulogne-sur-Mer, du tribunal administratif de Lille, de la cour administrative d'appel de Douai, du tribunal judiciaire de Boulogne-sur-Mer et du tribunal pour enfants de Saint-Omer.

## Population et société

### Démographie
Les habitants de la commune sont appelés les Ardrésiens.

#### Évolution démographique
L'évolution du nombre d'habitants est connue à travers les recensements de la population effectués dans la commune depuis 1793. Pour les communes de moins de 10 000 habitants, une enquête de recensement portant sur toute la population est réalisée tous les cinq ans, les populations de référence des années intermédiaires étant quant à elles estimées par interpolation ou extrapolation. Pour la commune, le premier recensement exhaustif entrant dans le cadre du nouveau dispositif a été réalisé en 2005.

En 2022, la commune comptait 4 393 habitants, en évolution de −0,77 % par rapport à 2016 (Pas-de-Calais : −0,72 %, France hors Mayotte : +2,11 %).
| 1793  | 1800  | 1806  | 1821  | 1831  | 1836  | 1841  | 1846  | 1851  |
| ----- | ----- | ----- | ----- | ----- | ----- | ----- | ----- | ----- |
| 1 596 | 1 466 | 1 645 | 1 844 | 2 016 | 2 150 | 2 195 | 2 112 | 2 071 |

| 1856  | 1861  | 1866  | 1872  | 1876  | 1881  | 1886  | 1891  | 1896  |
| ----- | ----- | ----- | ----- | ----- | ----- | ----- | ----- | ----- |
| 2 031 | 2 277 | 2 189 | 2 143 | 2 223 | 2 293 | 2 274 | 2 473 | 2 522 |

| 1901  | 1906  | 1911  | 1921  | 1926  | 1931  | 1936  | 1946  | 1954  |
| ----- | ----- | ----- | ----- | ----- | ----- | ----- | ----- | ----- |
| 2 597 | 2 717 | 2 785 | 2 839 | 2 708 | 2 625 | 2 719 | 2 901 | 2 939 |

| 1962  | 1968  | 1975  | 1982  | 1990  | 1999  | 2005  | 2006  | 2010  |
| ----- | ----- | ----- | ----- | ----- | ----- | ----- | ----- | ----- |
| 2 997 | 3 195 | 3 126 | 3 390 | 3 936 | 4 154 | 4 171 | 4 191 | 4 223 |

| 2015  | 2020  | 2022  | - | - | - | - | - | - |
| ----- | ----- | ----- | - | - | - | - | - | - |
| 4 320 | 4 404 | 4 393 | - | - | - | - | - | - |

#### Pyramide des âges
En 2018, le taux de personnes d'un âge inférieur à 30 ans s'élève à 33,4 %, soit en dessous de la moyenne départementale (36,7 %). À l'inverse, le taux de personnes d'âge supérieur à 60 ans est de 28,1 % la même année, alors qu'il est de 24,9 % au niveau départemental.
En 2018, la commune comptait 2 119 hommes pour 2 284 femmes, soit un taux de 51,87 % de femmes, légèrement supérieur au taux départemental (51,5 %).
Les pyramides des âges de la commune et du département s'établissent comme suit.
| Hommes | Classe d’âge | Femmes |
| ------ | ------------ | ------ |
| 0,4    | 90 ou +      | 1,7    |
| 5,6    | 75-89 ans    | 9,4    |
| 18,6   | 60-74 ans    | 20,1   |
| 22,2   | 45-59 ans    | 20,1   |
| 17,2   | 30-44 ans    | 17,7   |
| 16,1   | 15-29 ans    | 13,5   |
| 19,9   | 0-14 ans     | 17,3   |

| Hommes | Classe d’âge | Femmes |
| ------ | ------------ | ------ |
| 0,5    | 90 ou +      | 1,6    |
| 5,6    | 75-89 ans    | 8,9    |
| 16,7   | 60-74 ans    | 18,1   |
| 20,2   | 45-59 ans    | 19,2   |
| 18,9   | 30-44 ans    | 18,1   |
| 18,2   | 15-29 ans    | 16,2   |
| 19,9   | 0-14 ans     | 17,9   |

## Économie

### Revenus de la population et fiscalité
En 2019, dans la commune, il y a 1 806 ménages fiscaux qui comprennent 4 287 personnes pour un revenu médian disponible par unité de consommation de 19 970 euros, soit inférieur au revenu médian de la France métropolitaine qui est de 21 930 euros. La part des ménages fiscaux imposés est de 49 % (57,6 % en France métropolitaine),.

## Culture locale et patrimoine

### Lieux et monuments

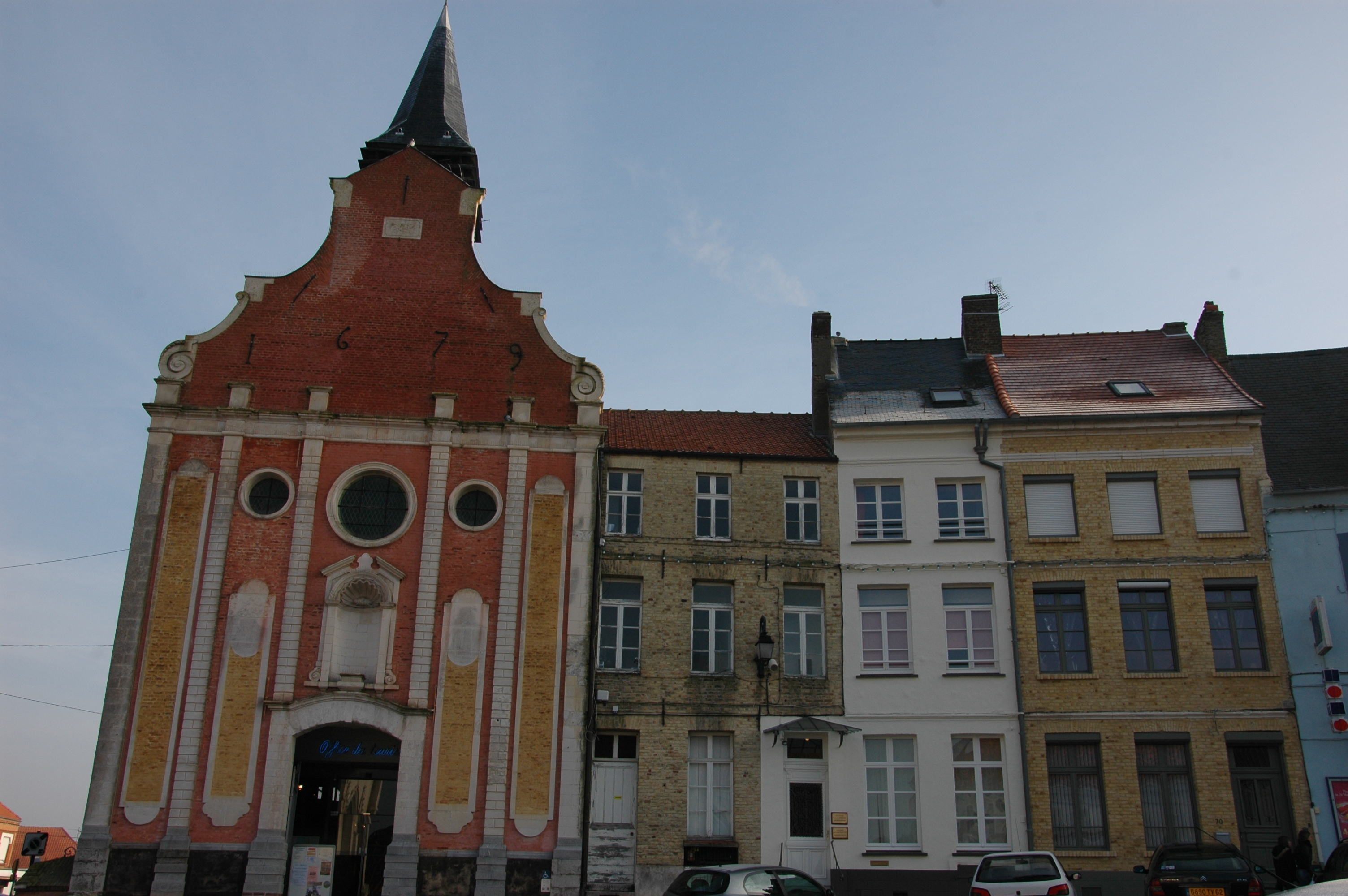
Grand Place d'Ardres (janvier 2009).

#### Monuments historiques

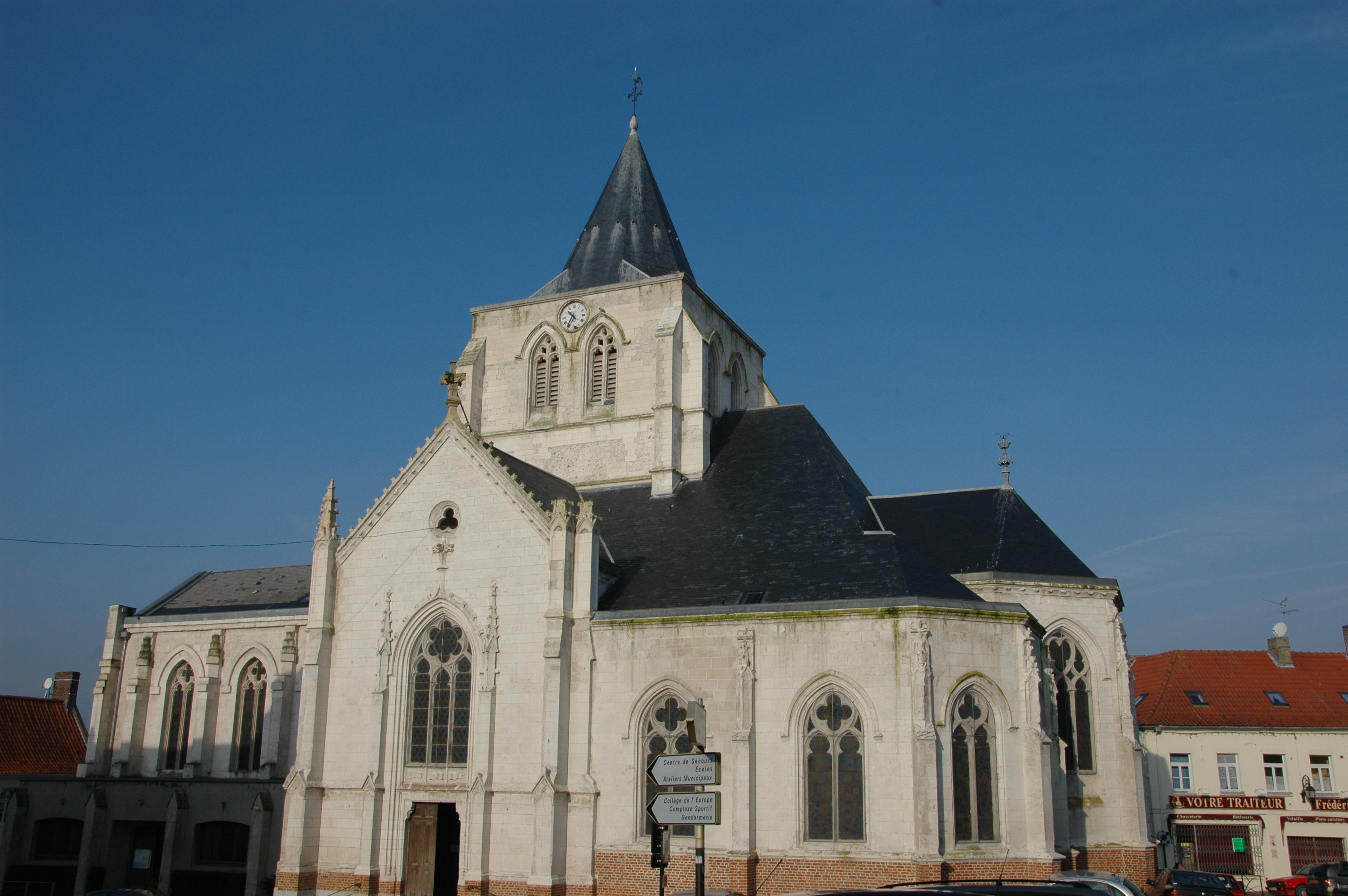
Église Notre-Dame-de-Grâces (2009).

- L'église Notre-Dame de Grâces et Saint-Omer fait l’objet d’une inscription au titre des monuments historiques depuis le 29 mars 1974[73]. La cloche est Monument Historique à titre d'objet. Les vitraux du XIXe siècle sont des verriers F. Hirsch, Lévèque et Roussel et un orgue de 1876 est du facteur d'orgue Frédéric Haerpfer.
- L'ancienne chapelle des Carmes fait l’objet d’une inscription au titre des monuments historiques depuis le 29 mars 1974[74].
- Le Bastion Condette, aussi dénommé Bastion royal, fait l’objet d’un classement au titre des monuments historiques depuis le 28 octobre 2003[75].
- Les silos à blé dénommés Les Poires font l’objet d’un classement au titre des monuments historiques depuis le 28 octobre 2003[76].

#### Patrimoine commémoratif
- Le monument aux morts d'Ardres, commémorant les guerres de 1914-1918 et 1939-1945.
- Le monument aux morts de Bois-en-Ardres commémorant les guerres de 1914-1918 et 1939-1945[77].
- La plaque commémorative de 1914-1918 dans l'église d'Ardres.
- Au cimetière d'Ardres :
  - une dizaine de tombes de guerre de la Commonwealth War Graves Commission ;
  - le mémorial de six soldats anglais disparus.
- Le buste-mémorial du général Saint-Just à Ardres et la croix mémorial du général Saint-Just à Pont-d'Ardres.

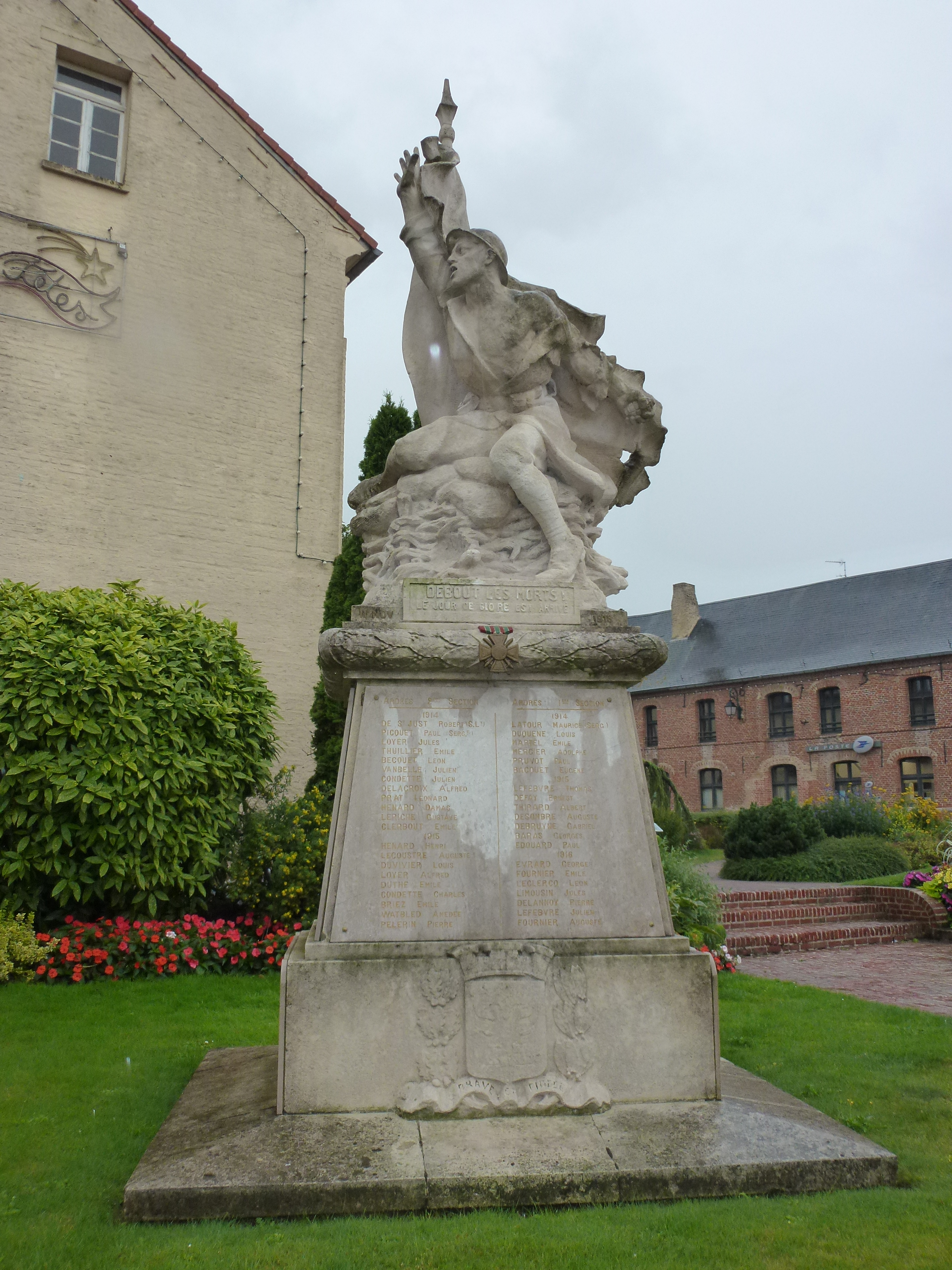
Le monument aux morts d'Ardres.
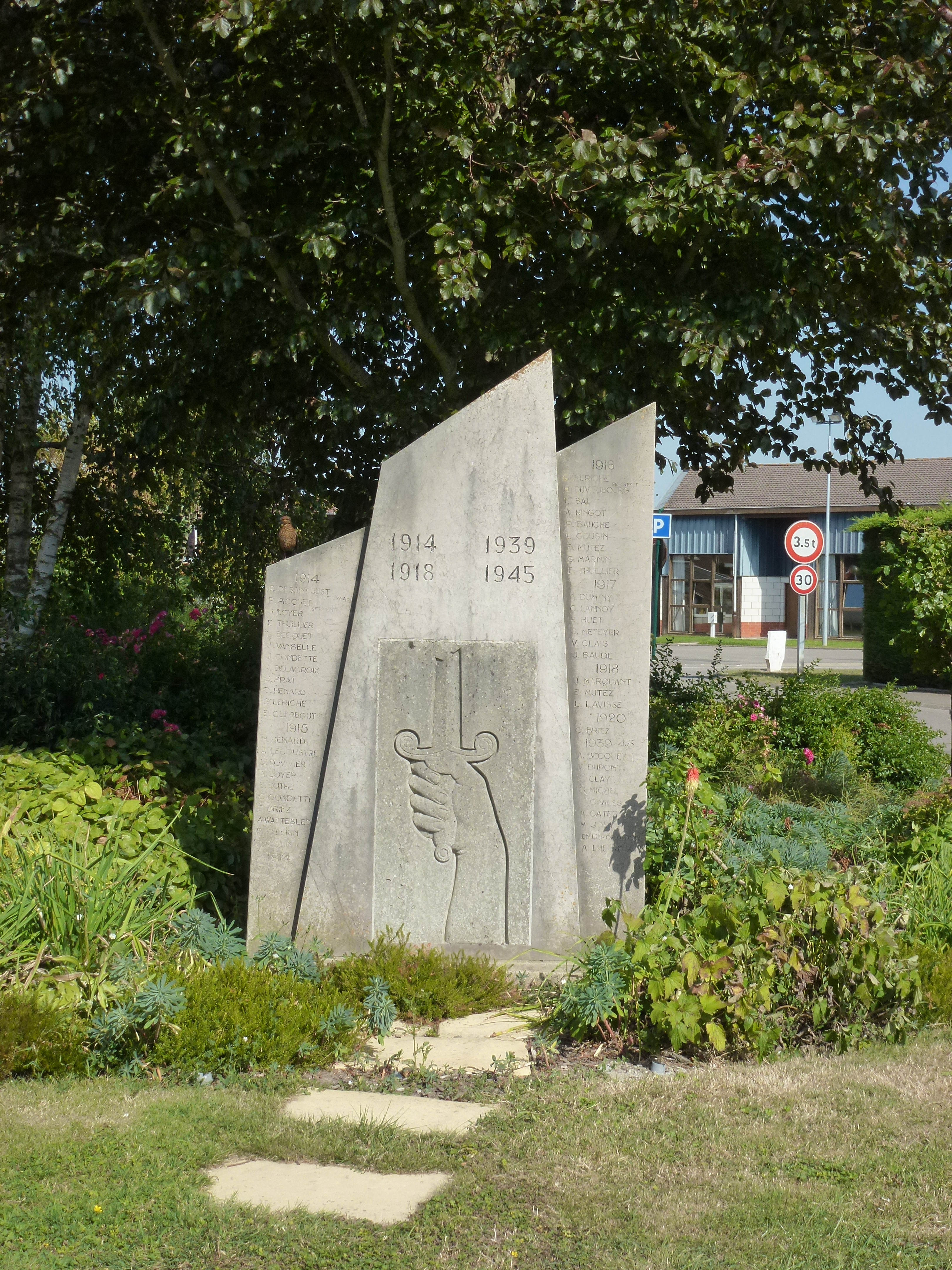
Le monument aux morts de Bois-en-Ardres.
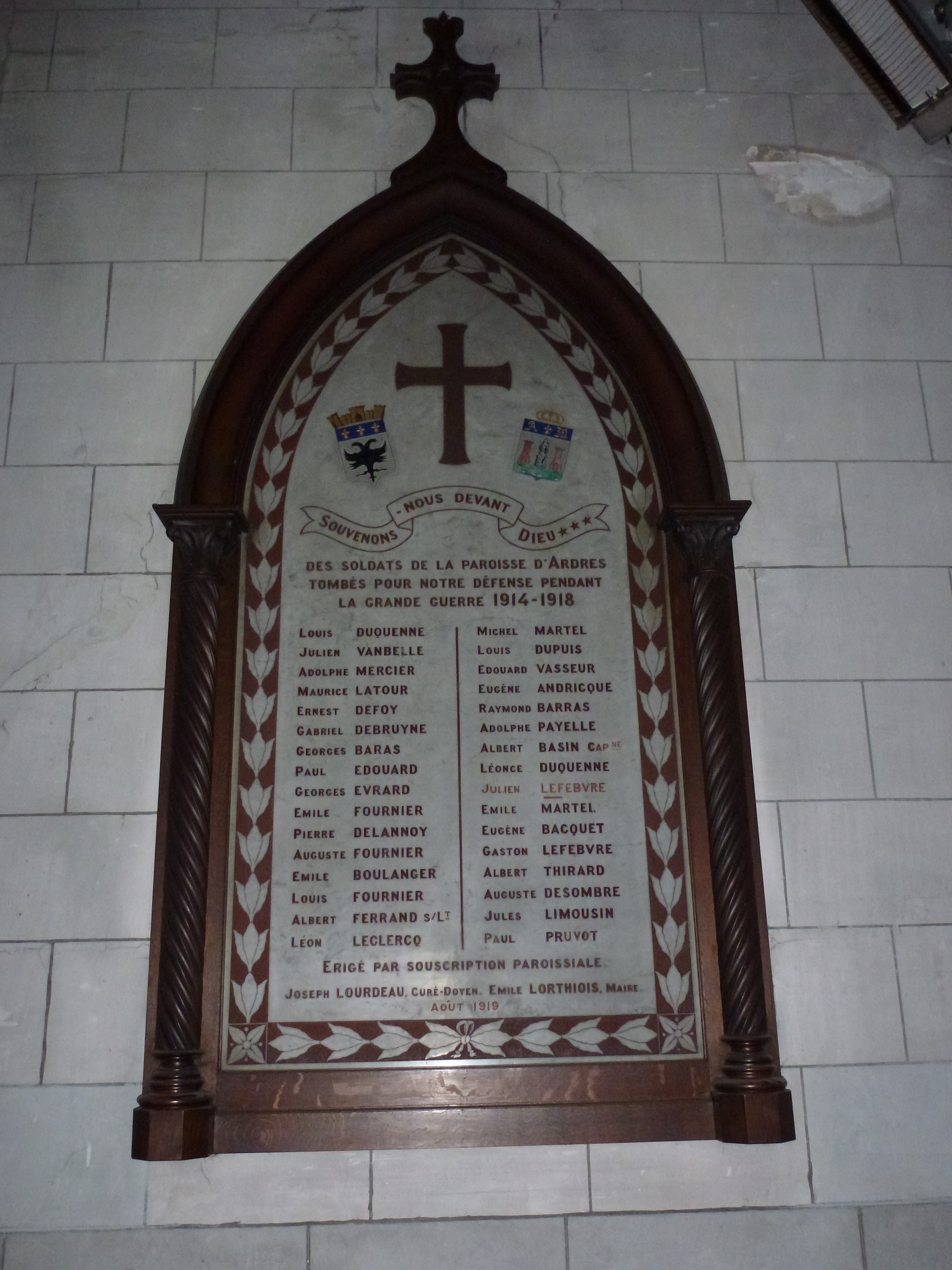
La plaquette 1914-1918 dans l'église d'Ardres.
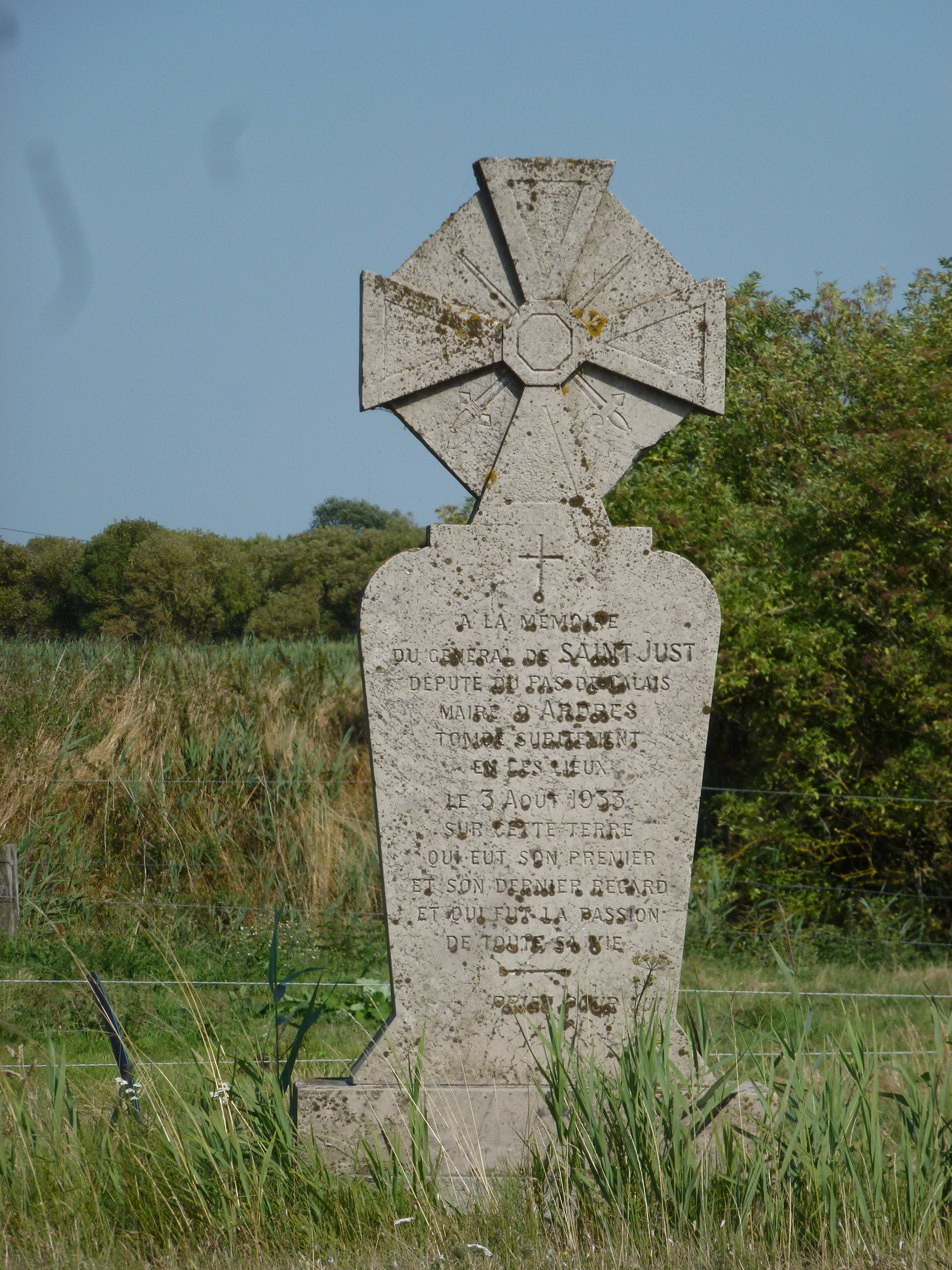
la croix mémorial du général Saint-Just à Pont-d'Ardres.

#### Autres lieux et monuments
- L'église Saint-Joseph de Bois-en-Ardres, construite de 1864 à 1874. Dans l'église un orgue de 1960 du facteur d'orgues Edmond Costa.
- L'église Sainte-Thérèse de Pont-d'Ardres.
- La gare de Pont-d'Ardres.
- Le canal d'Ardres.
- Le jardin public.
- Site classé de l'allée des tilleuls, plantée en 1776.
- Site inscrit du lac d'Ardres et de ses abords.

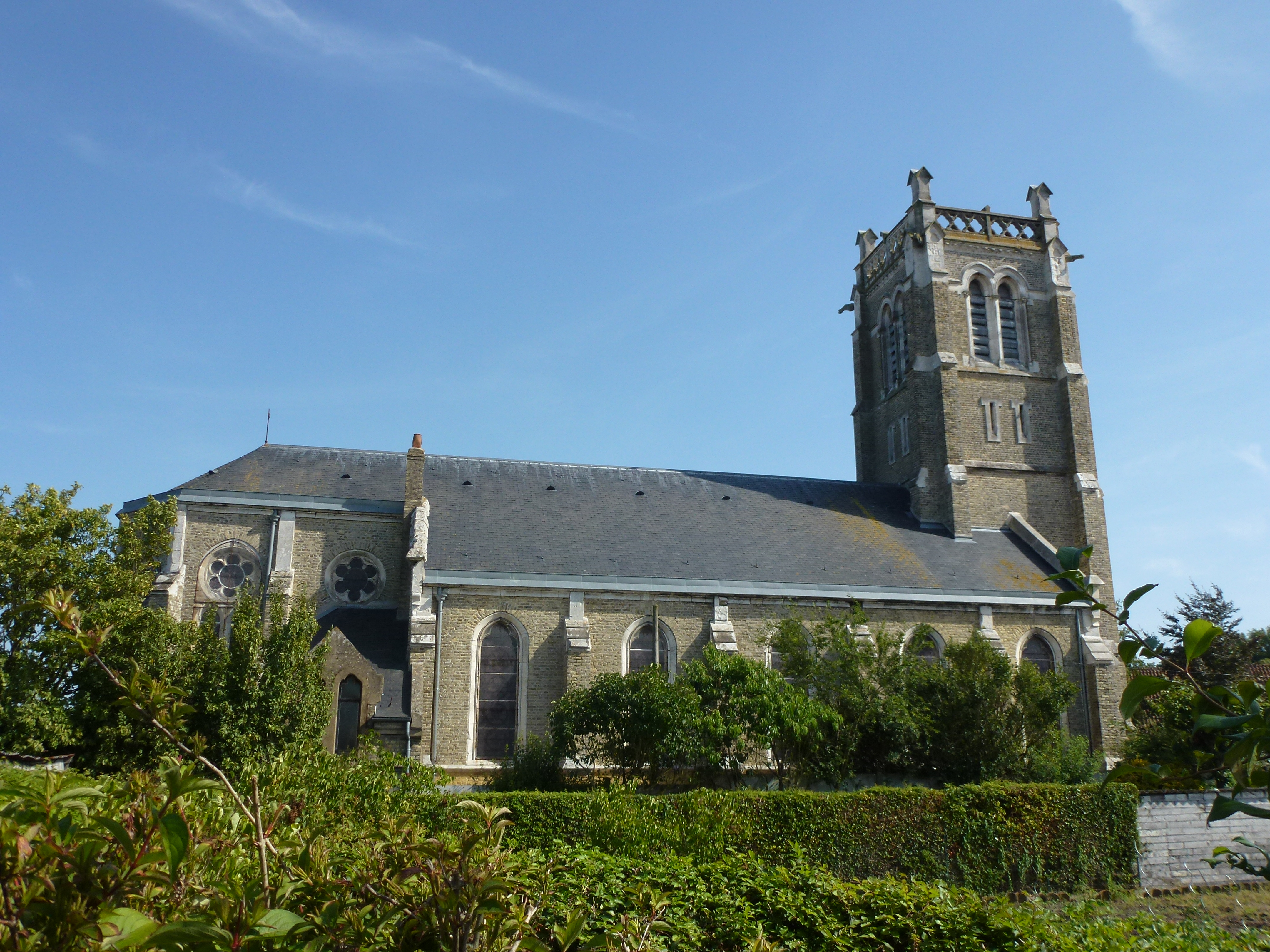
L'église Saint-Joseph de Bois-en-Ardres.
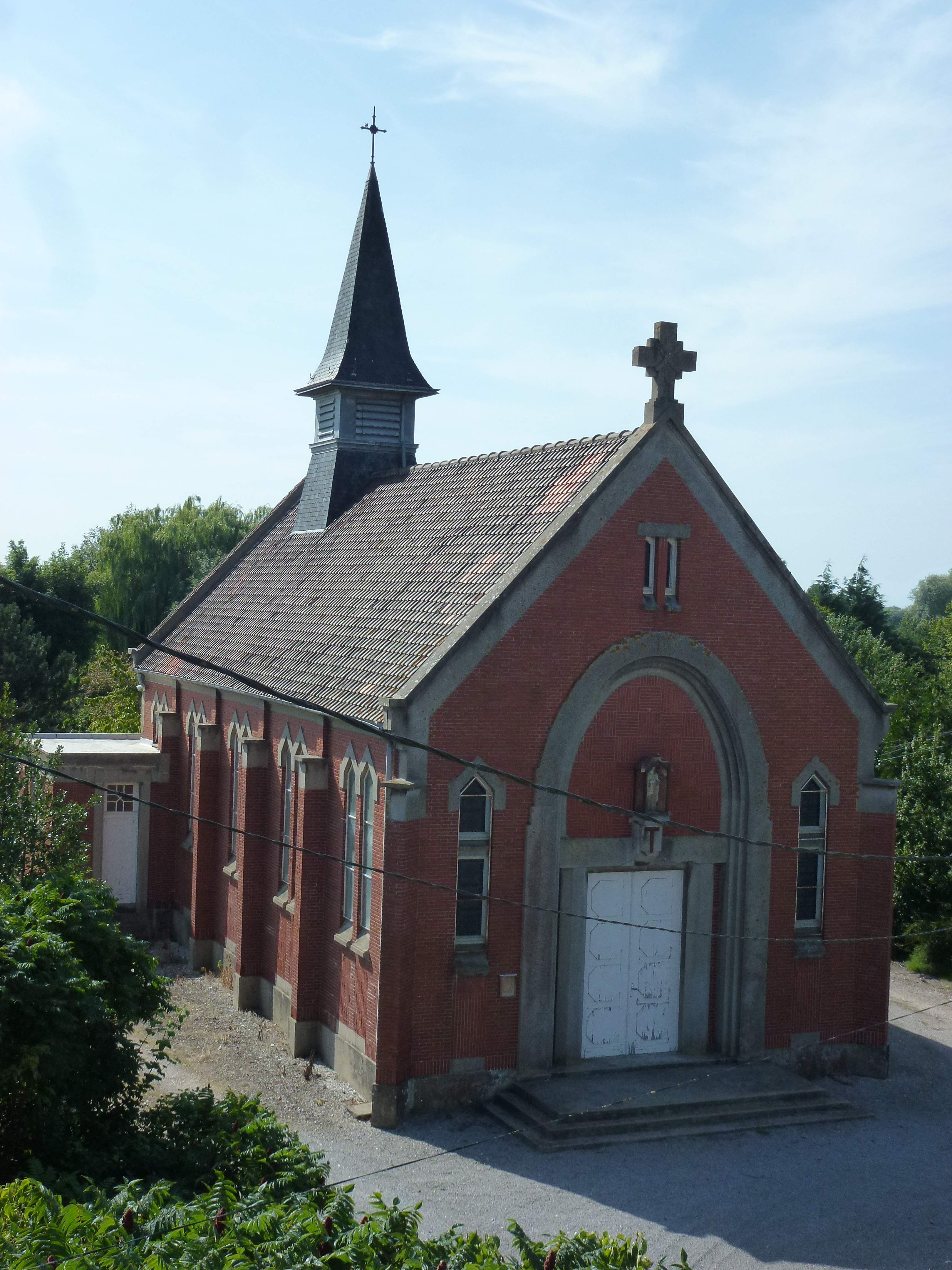
L'église Sainte-Thérèse de Pont-d'Ardres.

### Personnalités liées à la commune
- Seigneurs d'Ardres
- Lambert d'Ardres, chroniqueur du XIIe siècle.
- Édouard Ier de Beaujeu (1316-1351), maréchal de France, mort dans la commune.
- Jeanne Ire (dauphine d'Auvergne) (1414-1436), dauphine d'Auvergne, comtesse de Clermont et comtesse de Sancerre, dame de Mercœur et de Combrailles, morte dans la commune.
- Nicolas Blanquart (1728-1812), homme politique, né dans la commune.
- Mathieu Joseph de Saint-Amour (1755-1823), homme politique, né dans la commune.
- Charles Louis Garnier (1755-1833), homme politique, né et mort dans la commune.
- Ignace François Bousson (1759-1825), militaire français, mort dans la commune.
- Nicolas-Joseph-Marie Parent-Réal (1768-1834), avocat et homme politique, né dans la commune.
- Jean Marie Pierre Dorsenne (1773-1812), comte Lepaige, militaire, né dans la commune.
- Charles-Louis-Marie-Eugène Harlé d'Ophove (1790-1865), financier et homme politique, né dans la commune.
- Louis Millescamps (1799-1873), négociant et industriel, né dans la commune.
- Benjamin Ritiez (1839-1914), maire, poète et compositeur.
- Gustave Allègre (1840-1900), juriste puis ecclésiastique et théologien, né dans la commune.
- Constantin Senlecq, (1842-1934), scientifique.
- Victor de Saint-Just (1862-1933), né et mort à Ardres, général de division, maire d'Ardres, député du Pas-de-Calais, commandeur de la Légion d'honneur.
- Georges Dumoulin (1877-1963), syndicaliste, né dans la commune.
- Henri Collette (1922-1998), homme politique, né dans la commune.
- Claude Lefebvre (1931-2012), compositeur.
- Jean-Michel Condette (1957-), coureur cycliste, né dans la commune.
- Ludovic Loquet (1965-), homme politique, né dans la commune.

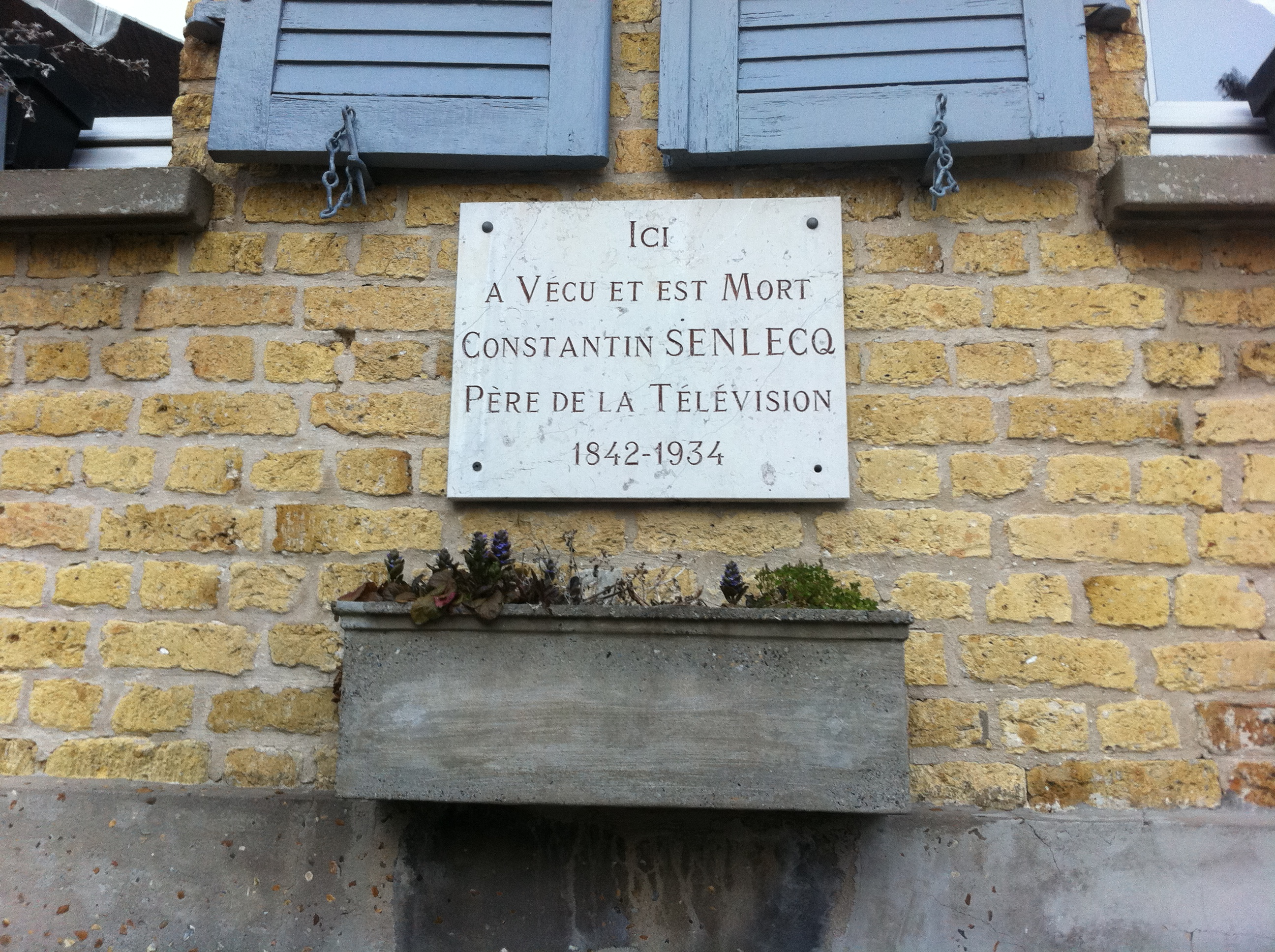
Maison natale de Constantin Senlecq.

### Folklore
- Les géants locaux, Belle Roze et François Ier.

### Héraldique
| Blason de Ardres | Blason  | D'argent à l'aigle bicéphale de sable, au chef d'azur, chargé de trois fleurs de lys d'or. Devise / CriBrave et fidèle |
| Blason de Ardres | Détails | Inspiré des armes de la famille d'Ardres, dont la branche aînée s'est éteinte au XIIe siècle, et qui portait « d'argent à l'aigle bicéphale de sable armée et becquée de gueules ». Le 12 mai 1520, à l'approche du Camp du Drap d'Or, François Ier aurait autorisé la commune par lettre patente, en plus de la devise, à porter le chef de France moderne (d'azur à trois fleur de lys d'or) bien qu'à l'époque il aurait été fait état d'étoiles d'or. Adopté par la municipalité. |

## Pour approfondir